# Jorge Alvear González
Jorge José Alvear González (Matasiete en Ruta 6 – Km. 42, 17 de mayo de 1963) es un político uruguayo, perteneciente al Partido Colorado. Actualmente ejerce como Representante Nacional por Canelones desde el 15 de febrero de 2020.

## Biografía
Nació en 17 de mayo de 1963 en el Matasiete (Ruta 6 – Km. 42) de la zona rural de la 6.ª. Sección judicial de Canelones, Sauce.
Sus padres son Pablo Alcides Alvear Duarte y Martha Gladys González Cabrera, tiene una hermana. Está casada con Fabiana Espino, tienen un hijo.

## Carrera política
Comenzó a militar en el Partido Colorado, dentro de la lista 15, en las zona rural entre Sauce y Santa Rosa durante el contexto del plebiscito constitucional de 1980, el cual no pudo votar. 
En las elecciones municipales  de 2000 fue electo primer suplente de Edil por la lista 15 por Canelones.
En junio de 2006, en la Ciudad de Sauce, el sector de Alvear, la lista 515 decide a apoyar a Pedro Bordaberry para que formara una alternativa dentro del Partido Colorado. En el año 2007 funda junto a Pedro Bordaberry y otros el sector Vamos Uruguay.
Desde el 2010 es Convencional Nacional y Departamental del Partido Colorado y comienza a integrar el Comité Ejecutivo Departamental del Partido.
En las elecciones departamentales y municipales de 2010 es candidato a Alcalde por la lista 10M, parte de Vamos Uruguay, al municipio de Sauce, sector de Vamos Uruguay. 
En las elecciones departamentales y municipales de 2015 fue candidato a Intendente de Canelones por la lista 1010 del sector Vamos Uruguay. Desde el año 2017 al 2019 fue Secretario General del Partido Colorado en Canelones e integró el Comité Ejecutivo Nacional del Partido Colorado, presidiendo este último en reiteradas oportunidades.
Para las elecciones generales de 2019 se unió al sector del economista Ernesto Talvi, Ciudadanos. Logró ir en segundo lugar entre los candidatos a la Cámara de Diputados por Canelones de Ciudadanos, lista 600.En estas elecciones es electo como Representante Nacional por Canelones. Asumiendo a esta legislatura (legislatura XLIX) el día 15 de febrero de 2020.
Actividad en la Legislatura XLIX (2020 - 2025)
Como legislador integra las comisiones de: Asuntos Internacionales, Asuntos Internos, la Comisión Especial sobre el derecho a la alimentación, la Comisión de Presupuestos integrada con la de Hacienda, la Especial de Deporte, la de Hacienda y Presupuesto, Presupuestos y la Comisión de Presupuestos integrada con Asuntos Internos.
En el mes de noviembre de 2021, Alvear propuso la creación de un logo para distinguir los productos 100% de origen nacional.
En 2022, al respecto del debate sobre la promulgación de la Ley de Eutanasia en Uruguay, impulsada por el diputado colorado Ope Pasquet, Jorge Alvear se opuso a su promulgación. El diputado Alvear se manifestó en contra de esta ley y a favor de centrarse en los cuidados paliativos.
En abril de 2023, durante la discusión sobre el contenido de la reforma jubilatoria propulsada por el gobierno uruguayo, Alvear fue parte de los cuatro legisladores (junto al también diputado Conrado Rodríguez y los senadores Germán Coutinho y Adrián Peña) que se reunió con el presidente Luis Lacalle Pou para plantearle propuestas impulsadas por los mismos legisladores colorados para la reforma de la seguridad social. Siendo estas aceptadas.
El miércoles 12 de julio de 2023 se manifestó preocupado por la instalación de una planta de compostaje en la zona de Juanicó, Canelones, a unos tres kilómetros de la ruta nacional N°5. Por la que los vecinos se veían afectados y preocupados ante la inminente instalación. Este tipo de plantas ya han tenido problemas al instalarse en zonas rurales. El diputado a Alvear se refirió a las autorizaciones y permisos “No estoy en contra de las instalaciones de este tipo de plantas, si estoy en contra de que exista tanta liviandad en los procedimientos llevados a cabo, para obtener la debida autorización para su instalación”. También manifestó que es "muy factible" que los desechos de esta planta puedan caer a un afluente del arroyo Canelón Chico y este, a su vez, al río Santa Lucía”.
En noviembre de 2023, Alvear anunció su apoyo a la precandidatura a presidente de Gabriel Gurméndez para las elecciones internas de 2024.Tras las elecciones internas, apoyó el regreso de Pedro Bordaberry ocupando el tercer puesto en la diputación de Canelones de la lista 10, sin lograr ser electo.